# Wendy's
Wendy's è una catena di fast food statunitense.

## Storia
Fondata nel 1969 da Dave Thomas, con sede a Dublin, in Ohio, è di proprietà della Wendy's International, Inc., la quale ha anche acquisito la proprietà della catena Tim Hortons. Wendy's è celebre per i suoi hamburger e sandwich di forma quadrata. La sua mascotte è una ragazza con le trecce rosse.

## Diffusione globale

Diffusione di Wendy's. In rosso i Paesi in cui è presente e in arancione quelli in cui lo è stato ma ora non più

Ci sono oltre 7.000 ristoranti Wendy's in tutto il mondo. Al di fuori degli Stati Uniti, Wendy's è presente anche nei seguenti Paesi: Aruba, Bahamas, Canada (anche con l'insegna Tim Hortons), Colombia, Costa Rica, El Salvador, Emirati Arabi Uniti, Filippine, Georgia, Giamaica, Giappone, Guatemala, Honduras, Indonesia, Isole Cayman, Messico, Nuova Zelanda, Panama, Russia, Ungheria, Venezuela.

### Wendy's in Italia
Negli anni ottanta Wendy's approdò in Italia grazie a un franchisee locale, con il primo ristorante aperto a Milano alla fermata della metro Centrale FS, sulla scia del successo ottenuto da Burghy. Il successo fu tuttavia inferiore alle attese e la proprietà decise dopo qualche anno di cedere i ristoranti proprio a Burghy, a sua volta acquisita negli anni novanta dal colosso statunitense McDonald's.
Wendy's tornerà in Italia a partire dal 2026 con i primi due punti vendita che apriranno a Milano, successivamente verranno aperte altre sedi in tutta Italia fino ad arrivare a 170 ristoranti.

## Nella cultura di massa
- La catena viene citata insieme a Jack in the Box nel film Pulp Fiction di Quentin Tarantino del 1994 dal personaggio interpretato da Samuel L. Jackson.

- Nel cinema italiano, appare invece uno dei primi fast food storici di Milano in via Corsica; nel film del 1986 Italian Fast Food con all'interno il cast della storica trasmissione Drive In.